# Szybowcowy Zakład Doświadczalny

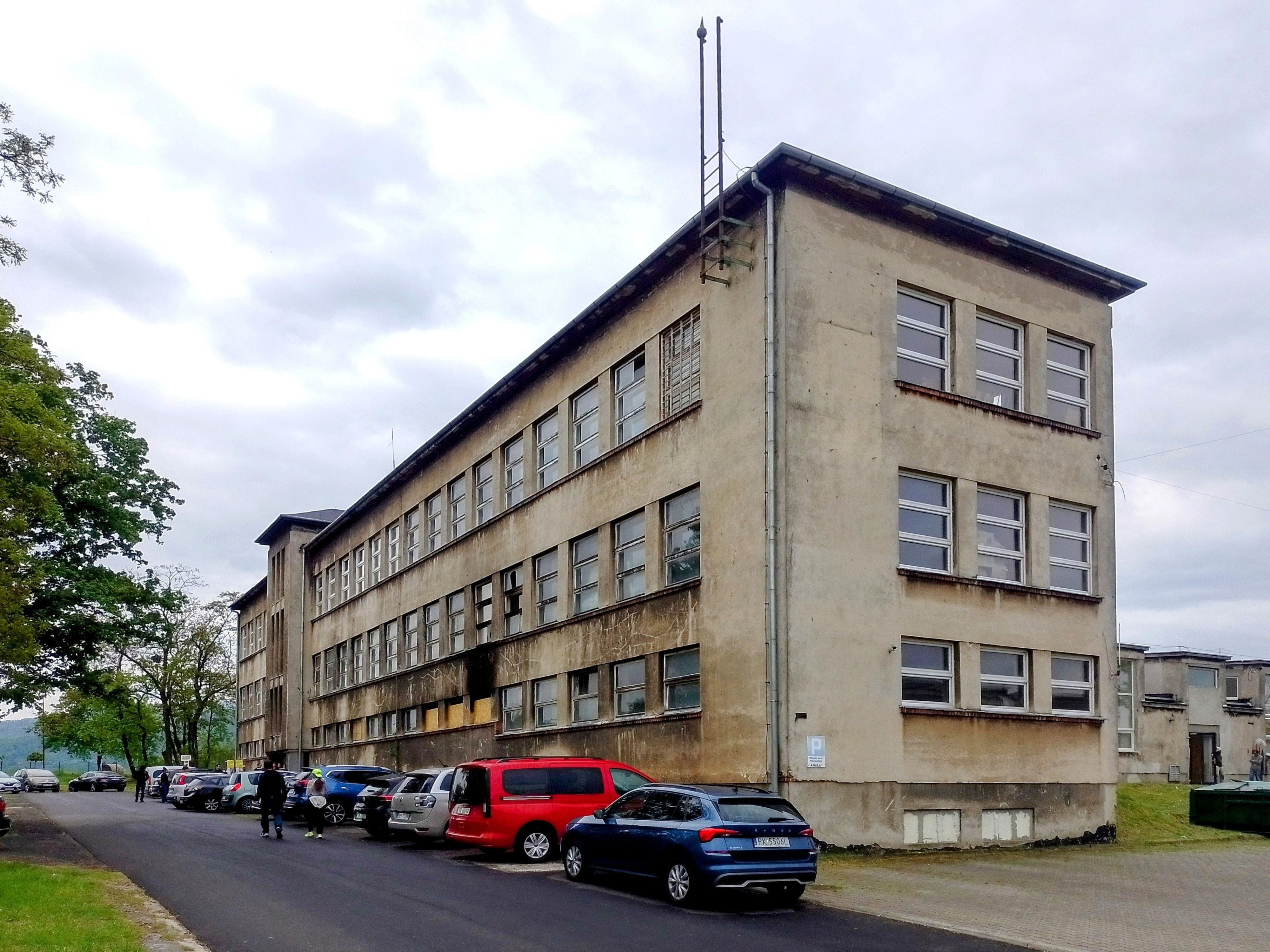
Sitz des Unternehmens in Bielsko-Biała

Szybowcowy Zakład Doświadczalny (SZD) (deutsch Versuchsbetrieb für Segelflugzeuge) war ein polnischer Segelflugzeughersteller. SZD ist heute noch eine Typenbezeichnung für Segelflugzeuge.

## Geschichte

### Instytut Szybownictwa, SZD und PDPSz PZL-Bielsko

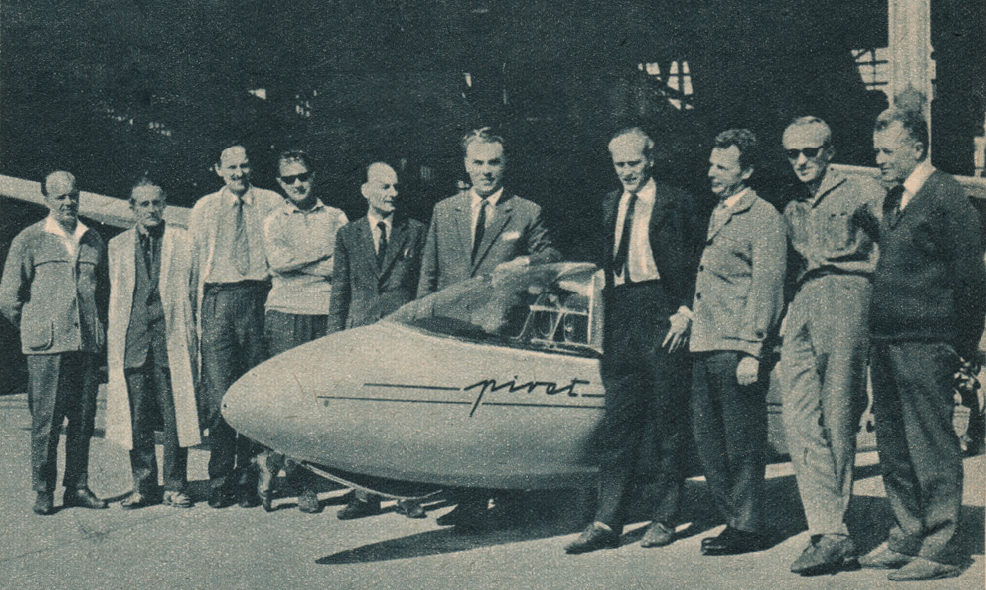
SZD-Konstrukteure. Von links: Władysław Okarmus, Marian Gracz, Jan Dyrek, Jerzy Śmielkiewicz, Józef Niespał, Władysław Nowakowski, Zbigniew Badura, Jerzy Trzeciak, Bogumił Szuba und Roman Zatwarnicki

Nach dem Zweiten Weltkrieg wurde in Bielsko-Biała das Instytut Szybownictwa (IS; deutsch: „Institut für Segelflugwesen“) gegründet. Im Oktober 1948 entstand daraus der Segelflugzeughersteller Szybowcowy Zakład Doświadczalny (SZD) unter der Führung des Sportflugzeugherstellers Zakładów Sprzętu Lotnictwa Sportowego (ZSLS) in Warschau. Auch wenn das Unternehmen SZD mehrmals die Firmenbezeichnung änderte, wurde die Typenbezeichnung „SZD“ bis heute beibehalten. SZD entwickelte die Prototypen und baute eine Nullserie, die Serienproduktion erfolgte in den ZSLS-Betrieben Jeżów und Lubawka (bis 1951), Posen und Danzig (bis 1954), später auch in Krosno und Breslau, das Danzig ersetzte. Eine Ausnahme war das Hochleistungsflugzeug SZD-8 Jaskółka (Schwalbe), dessen 135 Exemplare nur in Bielsko-Biała gefertigt wurden.
1963 wurde ZSLS aufgelöst und SZD ein eigenständiger Betrieb, firmierte jetzt aber als Zakłady Szybowcowe Delta-Bielsko und erhielt die Kontrolle über die ZSLS-Betriebe Jeżów und Breslau. Im Hinblick auf die Verwendung von Faserverbundwerkstoffen wurde 1969 das Entwicklungszentrum Zakład Doświadczalny Rozwoju i Budowy Szybowców gegründet, das 1972 den Namen in Ośrodek Badawczo-Rozwojowy Szybownictwa (Segelflugzeug-Forschungs- und Entwicklungs-Zentrum) änderte.
1975 wurde dieses mit SZD zu Przedsiębiorstwo Doswiadczalno-Produkcyjne Szybownictwa PZL Bielsko (PDPSz PZL-Bielsko) zusammengelegt, das jedoch keine Außenhandelszulassung hatte. Alle Verkäufe gegen Devisen wurden über das Unternehmen PZL (Państwowe Zakłady Lotnicze) (Staatliche Luftfahrt-Werke) abgewickelt. PDPSz PZL Bielsko erwirtschaftete Devisen, erhielt diese allerdings nur beschränkt, um notwendige Materialien im Ausland einzukaufen. [REF]

### PDPSz PZL Bielsko und DAI-SZD
Nach der politischen Wende 1989 und Auflösung der sozialistischen Staatengemeinschaft wurde versucht PZL Bielsko neu zu strukturieren. Das Unternehmen wurde zeitweise unter Zwangsverwaltung des Woiwoden gestellt. Eine Insolvenz konnte durch eine Partnerschaft mit Diamond Aircraft Industries (DAI) vermieden werden. Die langen Verhandlungen über die neue DAI-SZD Sp. z o.o. konnten nicht erfolgreich zu Ende geführt werden, weswegen ein Insolvenzverfahren von PDPSz PZL Bielsko eingeleitet wurde und der Betrieb mit mehreren Standorten bis 2008 abgewickelt wurde. Die Liegenschaften in Bielsko wurden 2002 von Allstar Leasing Sp. z o.o. übernommen sowie die Musterzulassungen für Segelflugzeuge von Allstar PZL Glider Sp. z o.o..

### Allstar PZL Glider

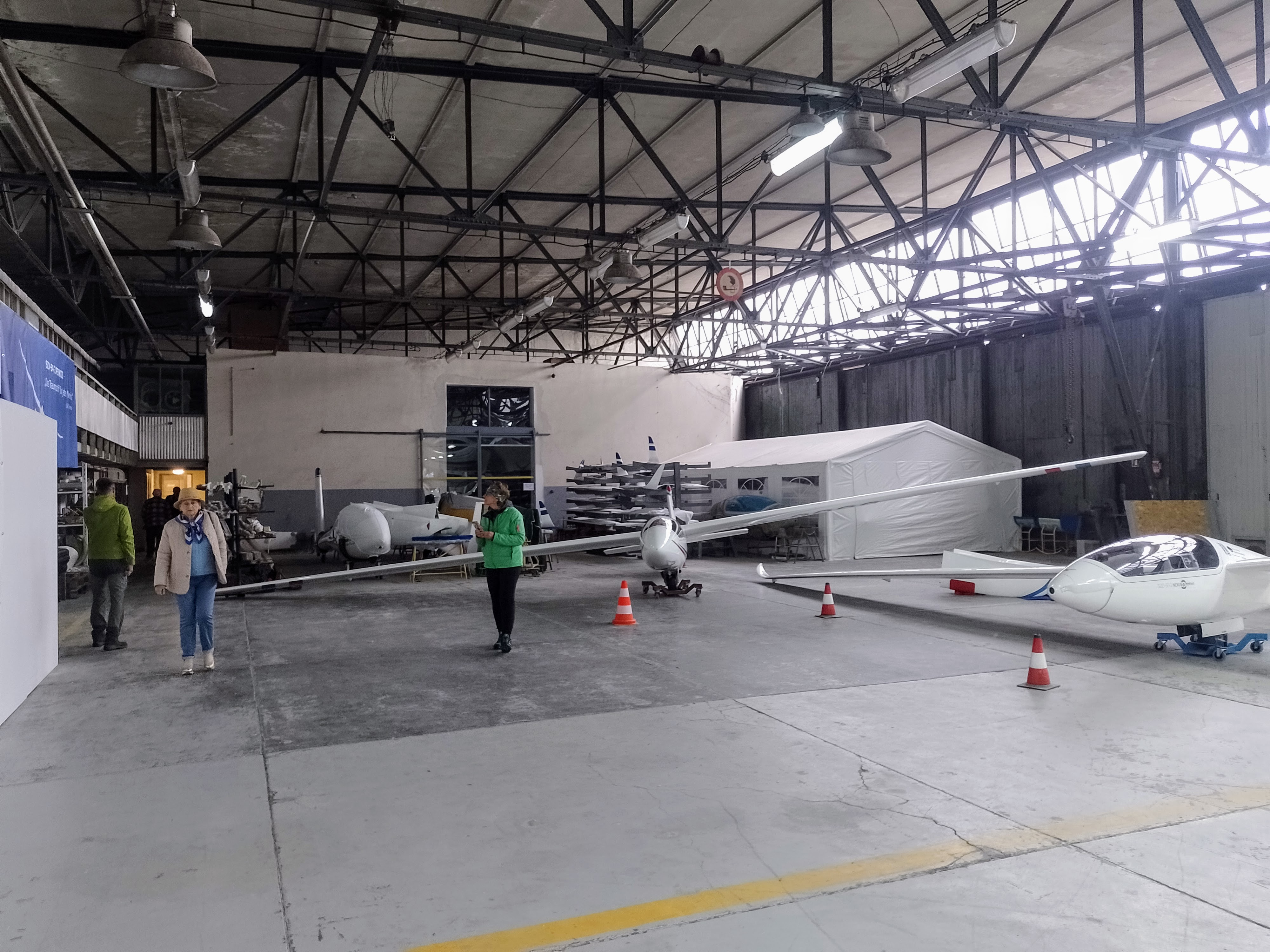
Hangar von Allstar PZL Glider (2025)

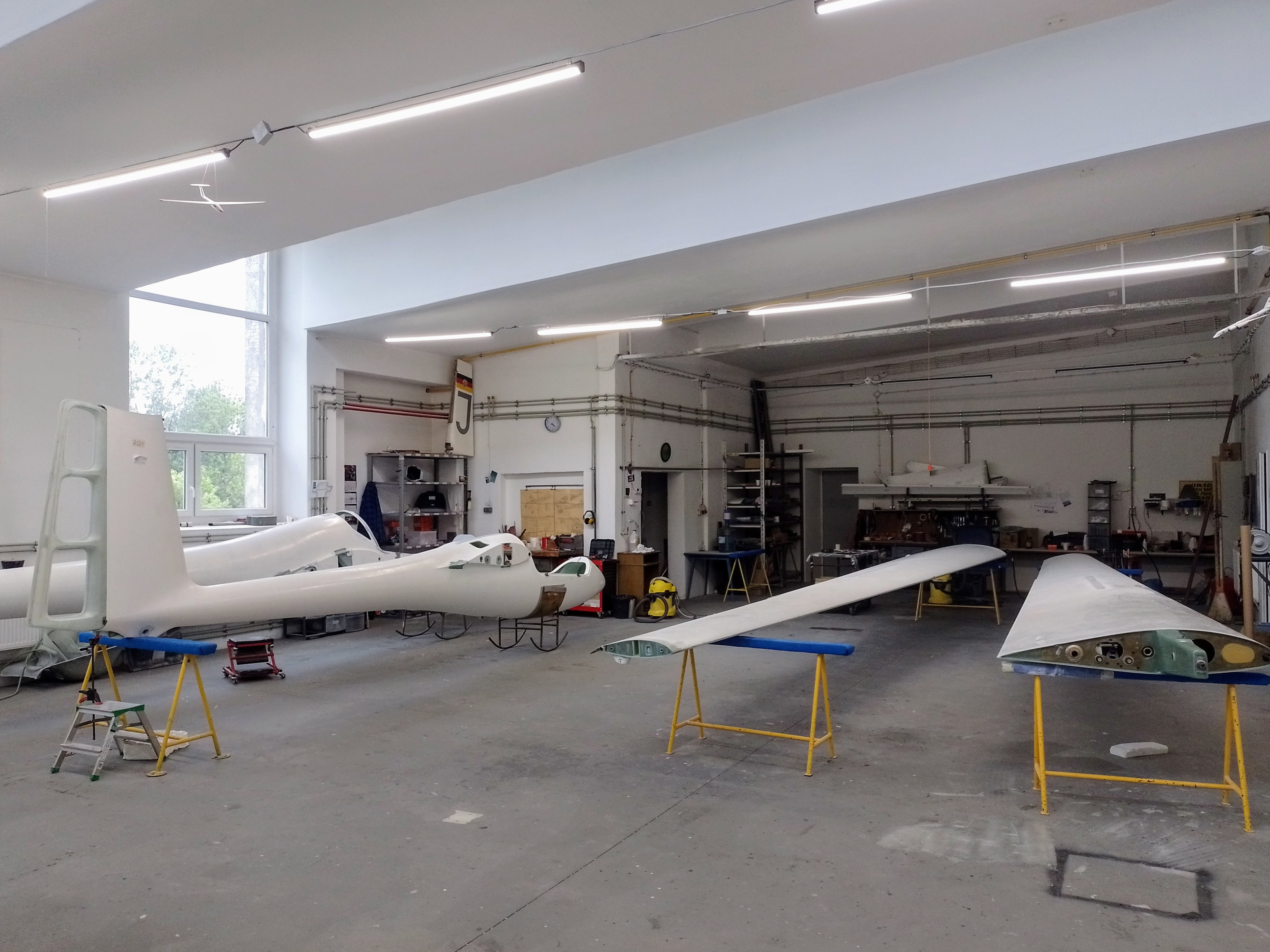
Produktionshalle (2025)

Allstar PZL Glider Sp. z o.o. wurde 2002 neu gegründet um die folgenden auf Kompositwerkstoffen beruhenden SZD-Segelflugzeugmuster zu produzieren und weiterzuentwickeln:
SZD-54-2 Perkoz (Doppelsitzer) mit den Spannweiten: 17,5 Meter (Kunstflug), 17,5 Meter mit Winglets (Schulung), 20 Meter (Streckenflug).
SZD-59-1 Acro (Einsitzer) mit den Spannweiten: 13,20 Meter (Kunstflug), 15 Meter (Standard Klasse), 16,5 Meter (Streckenflug).
SZD-55-1 Nexus (Einsitzer) 15 Meter Spannweite Standardklasse, elektrischer Heimkehrhilfe Allstar-e-motion möglich.
SZD-51-1 Junior (Einsitzer) 15 Meter Spannweite Clubklasse für die Schulung und erste Alleinflüge.
SZD-50-3 Puchacz (Doppelsitzer) Vorgängermodell der SZD-54-2 Perkoz, Produktion wurde eingestellt.
SZD-48-3 Jantar Standard 3: (Einsitzer) Standardklasse, Produktion wurde eingestellt.
Für diese Muster produziert und vertreibt Allstar PZL Glider die Ersatzteile. Seit 2019 entwickelt Allstar PZL Glider elektrische Antriebssysteme unter dem Namen Allstar-e-motion. Ein proofe-of-concept wurde auf der Messe Aero Friedrichshafen in einer SZD-55 vorgestellt.
Die Allstar PZL Glider benutzt weiterhin das Logo von SZD und der offizielle Webauftritt ist unter “www.szdallstar.com” eingetragen.

## Typengeschichte
| Typ     | Name               | Jahr | Anzahl           | Spann- weite | Gleit- zahl | Sitze | Bemerkungen            | Bild            |
| ------- | ------------------ | ---- | ---------------- | ------------ | ----------- | ----- | ---------------------- | --------------- |
| SZD-36  | Cobra              | 1969 | 290              | 15,0         | 38          | 1     | Standardklasse         | SZD-36 Cobra    |
| SZD-37  | Jantar             | 1972 | 1                | 17,5 19,0    | 47          | 1     | Offene Klasse          |                 |
| SZD-38  | Jantar 1           | 1973 | 57               | 19,0         | 47          | 1     | Offene Klasse          | SZD-38 Jantar 1 |
| SZD-39  | Cobra 17           | 1970 | 2                | 17,0         | ?           | 1     | Offene Klasse          | SZD-39 Cobra    |
| SZD-40x | Halny              | 1972 | 1                | 20,0         | 43          | 2     | Experimental           |                 |
| SZD-41  | Jantar Standard    | 1973 | 159              | 15,0         | 38          | 1     | Standardklasse         |                 |
| SZD-42  | Jantar 2/2b        | 1976 | 2 Prototypen 144 | 20,0         | 48 / 50     | 1     | Offene Klasse          | SZD-42 Jantar 2 |
| SZD-43  | Orion              | 1971 | 2                | 15,0         | 39          | 1     | Standardklasse         | SZD-43 Orion    |
| SZD-45  | Ogar               | 1973 | 65               | 17,5         | 27          | 2     | Motorsegler            | SZD-45 Ogar     |
| SZD-48  | Jantar Standard 2  | 1977 | 330              | 15,0         | 38          | 1     | Standardklasse         |                 |
| SZD-49  | Jantar K           | 1978 | 1                | 15,0         | 40          | 1     | 15m FAI                |                 |
| SZD-50  | Puchacz            | 1977 | 5                | 16,7         | 30          | 2     | Doppelsitzer           |                 |
| SZD-51  | Junior             | 1980 | 2 Prototypen     | 15,0         | 35          | 1     | Clubklasse             | SZD-51 Junior   |
| SZD-52  | Jantar 15 / Krokus | 1981 | tbc              | 15,0         | ?           | 1     | Standardklasse         |                 |
| SZD-53  | (unvollendet)      | 198x | 0                | 26,5         | ?           | 1     | Offene Klasse          | [ 9 ]           |
| SZD-54  | Perkoz             | 1991 | 1 Prototyp       | 17,5         | 35          | 2     | Doppelsitzer Kunstflug | SZD-54 Perkoz   |
| SZD-55  | Promyk             | 1988 | 2 Prototypen     | 15,0         | 44          | 1     | Standardklasse         | SZD-55 Promyk   |
| SZD-56  | Diana 1            | 1990 | 5                | 15,0         | 47          | 1     | 15m FAI                | SZD-56 Diana 2  |
| SZD-59  | Acro               | 1991 | 2 Prototypen     | 13,2 15,0    | 36 40       | 1     | Kunstflug              | SZD-59 Acro     |

### Aktuelle Typen
Allstar PZL Gliders
| Typ      | Name              | Jahr von  | Jahr bis | Anzahl | Spann- weite   | Gleit- zahl | Sitze | Bemerkungen                         | Bild          |
| -------- | ----------------- | --------- | -------- | ------ | -------------- | ----------- | ----- | ----------------------------------- | ------------- |
| SZD-48-3 | Jantar Standard 3 | 1983      | 1993     | 349    | 15,0           | 40          | 1     | Standardklasse                      |               |
| SZD-50   | Puchacz           | 1979      | 2014     | 333    | 16,7           | 30          | 2     | Doppelsitzer                        |               |
| SZD-51-1 | Junior            | 1984      |          | 246    | 15,0           | 35          | 1     | Clubklasse                          | SZD-51 Junior |
| SZD-54-2 | Perkoz            | 2010 2014 |          | 30     | 17,5 20,0      | 38 42       | 2     | Doppelsitzer Kunstflug Streckenflug | SZD-54 Perkoz |
| SZD-55-1 | Nexus             | 1998      |          | 125    | 15,0           | 44          | 1     | Standardklasse                      | SZD-55 Nexus  |
| SZD-59-1 | Acro              | 1993 2016 |          | 48     | 13,2 15,0 16,5 | 36 40 43    | 1     | Einsitzer Kunstflug Streckenflug    | SZD-59 Acro   |

Diana Sailplanes in Niles, Illinois, USA
| Typ      | Name        | Jahr | Anzahl | Spann- weite | Gleit- zahl | Sitze | Bemerkungen  | Bild           |
| -------- | ----------- | ---- | ------ | ------------ | ----------- | ----- | ------------ | -------------- |
| SZD-56-2 | Diana 2     | 2005 | ?      | 15,0         | 47          | 1     | 15m FAI      | SZD-56 Diana 2 |
| SZD-56-2 | Diana 2 FES | 2018 | -      | 15,0         | 47          | 1     | Elektromotor |                |
| SZD-56-3 | Diana 3     |      |        |              |             | 1     |              |                |

## Belege
1. ↑  PRZEDSIĘBIORSTWO DOŚWIADCZALNO PRODUKCYJNE SZYBOWNICTWA PZL BIELSKO W LIKWIDACJI (poln., abgerufen am 3. April 2018)
2. ↑  Allstar PZL Glider - Geschichte. Abgerufen am 1. Oktober 2021.
3. ↑  Allstar PZL Glider - Allstar-e-motion. Abgerufen am 1. Oktober 2021.
4. ↑  Allstar PZL Glider. (abgerufen am 3. April 2018)
5. ↑  Tomasz Murawski: Sylwetki Szybowcow SZD. 2020, S. 189.
6. ↑  Tomasz Murawski: Sylwetki Szybowcow SZD. 2020, S. 175–176.
7. ↑  Tomasz Murawski: Sylwetki Szybowcow SZD. 2020, S. 185.
8. ↑  Tomasz Murawski: Sylwetki Szybowcow SZD. 2020, S. 191.
9. ↑  SZD-53, początek lat 1980-tych. (poln., abgerufen am 3. April 2018)
10. ↑  Tomasz Murawski: Sylwetki Szybowcow SZD. 2020, S. 204.
11. ↑  Tomasz Murawski: Sylwetki Szybowcow SZD. 2020, S. 208.
12. ↑  Tomasz Murawski: Sylwetki Szybowcow SZD. 2020, S. 224.
13. ↑  Tomasz Murawski: Sylwetki Szybowcow SZD. 2020, S. 222.
14. ↑  Tomasz Murawsk: Polskie Szybowce SZD. Warschau 2016, ISBN 978-83-937805-6-3, S. 193.
15. ↑  Tomasz Murawski: Sylwetki Szybowcow SZD. 2020, S. 186.
16. ↑  Tomasz Murawski: Polskie Szybowce SZD. Warschau 2016, ISBN 978-83-937805-6-3, S. 218.
17. ↑  EASA -TCDS-A.574. In: EASA Pro (European Union Aviation Safty Agency). EASA Pro (European Union Aviation Safty Agency), abgerufen am 1. Oktober 2021.
18. ↑  Tomasz Murawski: Sylwetki Szybowcow SZD. 2020, S. 206.
19. ↑  Tomasz Murawski: Sylwetki Szybowcow SZD. 2020, S. 211.
20. ↑  Tomasz Murawski: Sylwetki Szybowcow SZD. 2020, S. 224.